# محبوب (فیلم ۱۹۹۸)
محبوب یا دلبند (انگلیسی: Beloved) فیلمی در ژانر درام به کارگردانی جاناتان دمی است که در سال ۱۹۹۸ منتشر شد. فیلم برگرفته از رمانی به همین نام از تونی موریسون است.

## بازیگران
- اپرا وینفری
- دنی گلاور
- تندی نیوتون
- کیمبرلی الیز
- بیه ریچاردز
- لیسا گی همیلتون